# Little Bampton
Little Bampton – wieś w Anglii, w Kumbrii. Leży 13 km na zachód od miasta Carlisle i 426 km na północny zachód od Londynu. W latach 1870–1872 miejscowość liczyła 172 mieszkańców.